# Sustanon
Sustanon 250 je tržno ime za zelo razširjen anabolični steroid v svetu bodibildinga. Ta injektibilni farmacevtski pripravek je sestavljen iz štirih komponent na oljni osnovi:
- 30 mg testosteron propionata,
- 60 mg testosteron fenilpropionata,
- 60 mg testosteron izokaproata,
- 100 mg testosteron dekanoata.

Različni estri testosterona imajo različne razpolovne čase. Namen kombiniranja različnih estrov je v bolj enakomernem prehajanju učinkovine v kri.